# Karel Dlauhoweský z Dlouhévsi
Karel svobodný pán Dlauhoweský z Dlouhévsi (německy Karl Freiherr Dlauhowesky von Langendorf; 13. září 1844 Sânnicolau Mare – 27. února 1907 Vídeň) byl český šlechtic a rakousko-uherský generál. V armádě sloužil od mládí a penzionován byl krátce před smrtí v hodnosti generála jezdectva (1907). Působil také ve dvorských službách a v letech 1897–1906 byl nejvyšším hofmistrem arcivévody Otty, mladšího bratra následníka trůnu Františka Ferdinanda d'Este. Vlastnil statky v jižních Čechách (Němčice, Kraselov). 

## Životopis

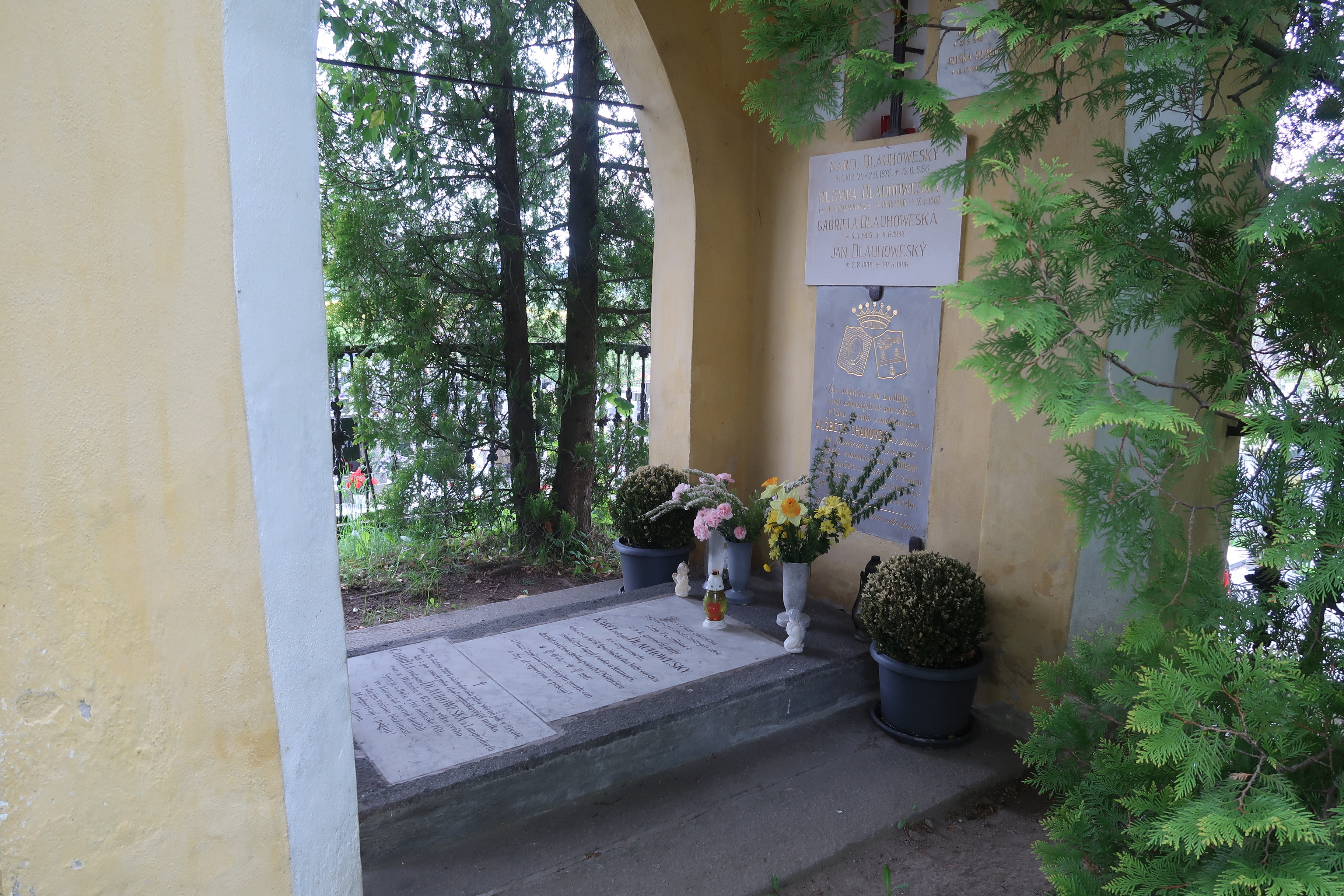
Hrobka Dlauhoweských z Dlouhévsi v Česticích

Pocházel ze staré české šlechtické rodiny Dlouhoveských z Dlouhé Vsi, byl starším synem c. k. generálmajora Bedřicha Dlauhoweského (1811–1881) a jeho manželky Frideriky, rozené hraběnky Küenburgové (1813–1895), která byla dědičkou statku Statenice. Narodil se v Nagyszentmiklós v Banátu (dnes Sânnicolau Mare v Rumunsku), kde tehdy jeho otec sloužil jako nižší důstojník. Po vzoru předků sloužil od mládí v armádě a již v roce 1866 byl nadporučíkem. V roce 1874 byl jmenován c. k. komořím a mezitím působil u dvora arcivévody Karla Ludvíka, v roce 1876 byl povýšen do hodnosti rytmistra. V roce 1885 dosáhl hodnosti majora a působil také ve vojenském školství (Militär Leitrehrer Institut). Jako podplukovník (1888) sloužil u 12. hulánského pluku v Klagenfurtu.
V roce 1891 byl povýšen na plukovníka a stal se velitelem 12. hulánského pluku v Rumě, v letech 1892–1898 byl velitelem 1. hulánského pluku v Krakově. V roce 1897 byl povýšen do hodnosti generálmajora, získal titul c. k. tajného rady a v letech 1897–1906 zastával funkci nejvyššího hofmistra arcivévody Otty, otce pozdějšího císaře Karla I. V roce 1901 byl povýšen do hodnosti polního podmaršála. Po úmrtí arcivévody Otty byl k datu 1. ledna 1907 penzionován v hodnosti generála jezdectva a zemřel o necelé dva měsíce později. Je pohřben v rodové hrobce na hřbitově v Česticích na Strakonicku.
Za zásluhy byl nositelem rytířského kříže Řádu železné koruny I. třídy, Vojenského záslužného kříže a Vojenské záslužné medaile. Vzhledem ke svému působení u císařského dvora obdržel také několik vyznamenání od zahraničních panovníků. Byl nositelem velkokříže švédského Řádu meče, rytířem ruského Řádu sv. Anny II. třídy a Řádu sv. Stanislava II. třídy, pruského Řádu červené orlice, komandérem Řádu rumunské koruny, důstojníkem belgického Leopoldova řádu a srbského Takovského řádu, další vyznamenání získal od panovíků menších německých států (bádenský Řád zähringenského lva, saský Řád Albrechtův).

## Rodinné a majetkové poměry
Jeho manželkou byla od roku 1875 Gabriela von Kulczyce-Wislocka (1847–1909), která byla v roce 1877 jmenována dámou Řádu hvězdového kříže. Z jejich manželství pocházely dvě děti, pokračovatelem rodu byl syn Karel Ludvík (1876–1956).
Karlův mladší bratr Osvald (1853–1877) sloužil v armádě a zemřel ve třiadvaceti letech v hodnosti poručíka. Spolu s otcem byl pohřben v rodinné hrobce na hřbitově v Noutonicích poblíž rodového sídla ve Statenicích. Statek Statenice po matce převzala Karlova a Osvaldova sestra Barbora (1842–1906), provdaná za maďarského šlechtice Kálmána Harmose de Hihalom (1840–1897), c. k. majora. Oba manželé jsou pohřbeni také v Noutonicích. 
Karel po otci zdědil rodové statky v jižních Čechách Němčice a Kraselov. Tento majetek se statutem fideikomisu Dlouhoveští zdědili v roce 1877 po spřízněné vymřelé rodině Chanovských z Dlouhé Vsi. Ke statkům patřilo 840 hektarů půdy a několik hospodářských dvorů (kromě Němčic a Kraselova byly další dvory v Hoslovicích a Hodějově). Rodovým sídlem byl zámek Němčice. 